# Little League World Series 2012/Qualifikation
Die Qualifikation zu den Little League World Series 2012 fanden zwischen Juni und August 2012 statt. (→ Ergebnisse)
Die Little League Baseball World Series sind das größte Sportturnier im Baseball für unter 12-jährige Knaben aus der ganzen Welt. Die Qualifikation wird aufgeteilt in acht Regionen in den Vereinigten Staaten und acht internationalen Regionen ausgetragen.

## Vereinigte Staaten

### Große Seen
Das Turnier fand vom 3. bis 10. August 2012 in Indianapolis statt. Kentucky, Illinois, Indiana und Michigan waren Punktgleich, daher entschieden die erzielten Runs pro gespieltes Inning über die Klassierung.

#### Vorrunde
| Platz | Stadt         | Mannschaft             | W-L |
| ----- | ------------- | ---------------------- | --- |
| 1.    | Eau Claire    | Eau Claire National    | 3–1 |
| 2.    | Bowling Green | Warren County South    | 2–2 |
| 3.    | Streator      | Streator               | 2–2 |
| 4.    | New Castle    | New Castle             | 2–2 |
| 5.    | Saginaw       | North Saginaw Township | 2–2 |
| 6.    | Hamilton      | Hamilton Westside      | 1–3 |

| Datum     | Zeit  | Stadion        | Begegnung | Begegnung | Begegnung | Ergebnis     |
| --------- | ----- | -------------- | --------- | --------- | --------- | ------------ |
| 3. August | 11:00 | Ferguson Field | Michigan  | –         | Kentucky  | 1:11 (4) Box |
| 3. August | 13:00 | Stokely Field  | Wisconsin | –         | Illinois  | 11:3 Box     |
| 3. August | 19:30 | Stokely Field  | Ohio      | –         | Indiana   | 7:3 Box      |
| 4. August | 14:00 | Ferguson Field | Indiana   | –         | Wisconsin | 8:1 Box      |
| 4. August | 16:00 | Stokely Field  | Ohio      | –         | Kentucky  | 2:10 Box     |
| 4. August | 19:00 | Stokely Field  | Michigan  | –         | Illinois  | 6:4 Box      |
| 5. August | 11:00 | Ferguson Field | Ohio      | –         | Wisconsin | 4:7 Box      |
| 5. August | 14:00 | Ferguson Field | Illinois  | –         | Kentucky  | 9:4 Box      |
| 5. August | 16:00 | Stokely Field  | Indiana   | –         | Michigan  | 6:5 Box      |
| 6. August | 11:00 | Ferguson Field | Illinois  | –         | Indiana   | 13:3 Box     |
| 6. August | 13:00 | Stokely Field  | Ohio      | –         | Michigan  | 9:11 Box     |
| 6. August | 19:00 | Stokely Field  | Kentucky  | –         | Wisconsin | 9:10 Box     |

#### Playoff
|  | Halbfinale    | Halbfinale    |           |            | Finale         | Finale         |
|  |               |               |           |            |                |                |
|  | 8. August Box |               |           |            |                |                |
|  | 4 Indiana     | 2             |           |            |                |                |
|  | 1 Wisconsin   | 1             |           |            | 10. August Box | 10. August Box |
|  |               |               | 4 Indiana | 6          |                |                |
|  | 8. August Box | 8. August Box |           | 2 Kentucky | 5              |                |
|  | 3 Illinois    | 3             |           |            |                |                |
|  | 2 Kentucky    | 4             |           |            |                |                |
|  |               |               |           |            |                |                |

### Mittelatlantik
Das Turnier fand vom 3. bis 12. August 2012 in Bristol, Connecticut statt.

#### Vorrunde
| Platz | Stadt            | Mannschaft                            | W-L |
| ----- | ---------------- | ------------------------------------- | --- |
| 1.    | Newark           | Newark National                       | 3–1 |
| 2.    | Parsippany       | Par-Troy East                         | 3–1 |
| 3.    | Collier          | Collier Township Athletic Association | 2–2 |
| 4.    | Salisbury        | West Salisbury                        | 2–2 |
| 5.    | Stony Point      | Stony Point                           | 1–3 |
| 6.    | Washington, D.C. | Northwest Washington                  | 1–3 |

| Datum       | Zeit  | Stadion             | Begegnung            | Begegnung | Begegnung            | Ergebnis     |
| ----------- | ----- | ------------------- | -------------------- | --------- | -------------------- | ------------ |
| 3. August   | 11:00 | Leon J. Breen Field | Delaware             | –         | District of Columbia | 7:1 Box      |
| 3. August   | 17:00 | Leon J. Breen Field | New York             | –         | New Jersey           | 2:4 Box      |
| 4. August   | 11:00 | Leon J. Breen Field | Delaware             | –         | Maryland             | 4:5 Box      |
| 4. August   | 17:00 | Leon J. Breen Field | Pennsylvania         | –         | New Jersey           | 3:4 Box      |
| 5. August   | 14:00 | Leon J. Breen Field | Maryland             | –         | District of Columbia | 6:4 (5)1 Box |
| 6. August 2 | 10:45 | Leon J. Breen Field | Delaware             | –         | New York             | 5:0 Box      |
| 6. August   | 11:00 | Leon J. Breen Field | District of Columbia | –         | New Jersey           | 8:2 Box      |
| 6. August   | 18:30 | Leon J. Breen Field | Pennsylvania         | –         | Maryland             | 15:2 Box     |
| 7. August   | 16:00 | Leon J. Breen Field | District of Columbia | –         | New York             | 2:8 Box      |
| 7. August   | 19:00 | Leon J. Breen Field | Delaware             | –         | Pennsylvania         | 13:0 (4) Box |
| 8. August   | 11:00 | Leon J. Breen Field | New Jersey           | –         | Maryland             | 9:1 Box      |
| 8. August   | 14:00 | Leon J. Breen Field | Pennsylvania         | –         | New York             | 7:2 Box      |

1 Das Spiel Maryland gegen District of Columbia wurde im ersten Inning wegen Regens unterbrochen und im fünften Inning abgebrochen.

2 Das Spiel Delaware gegen New York wurde vom 5.8. auf den 6.8. verschoben.

#### Playoff
|  | Halbfinale     | Halbfinale     |            |              | Finale         | Finale         |
|  |                |                |            |              |                |                |
|  | 10. August Box |                |            |              |                |                |
|  | 4 Maryland     | 0              |            |              |                |                |
|  | 1 Delaware     | 6              |            |              | 12. August Box | 12. August Box |
|  |                |                | 1 Delaware | 0            |                |                |
|  | 10. August Box | 10. August Box |            | 2 New Jersey | 1              |                |
|  | 3 Pennsylvania | 4              |            |              |                |                |
|  | 2 New Jersey   | 9              |            |              |                |                |
|  |                |                |            |              |                |                |

### Mittlerer Westen
Das Turnier fand vom 4. bis 11. August 2012 in Indianapolis statt. South Dakota vertritt sowohl North wie auch South Dakota.

#### Vorrunde
| Platz | Stadt        | Mannschaft          | W-L |
| ----- | ------------ | ------------------- | --- |
| 1.    | Kearney      | Kearney             | 4–0 |
| 2.    | Rapid City   | Canyon Lake         | 3–1 |
| 3.    | Robbinsdaler | Robbinsdale         | 3–1 |
| 4.    | De Soto      | De Soto             | 1–3 |
| 5.    | Sioux City   | Sioux City Westside | 1–3 |
| 6.    | Girard       | Girard              | 0–4 |

| Datum     | Zeit  | Stadion        | Begegnung | Begegnung | Begegnung    | Ergebnis     |
| --------- | ----- | -------------- | --------- | --------- | ------------ | ------------ |
| 4. August | 11:00 | Ferguson Field | Nebraska  | –         | Iowa         | 15:2 (4) Box |
| 4. August | 13:00 | Stokely Field  | Missouri  | –         | South Dakota | 5:6 (7) Box  |
| 4. August | 17:00 | Ferguson Field | Minnesota | –         | Kansas       | 14:1 (4) Box |
| 5. August | 13:00 | Stokely Field  | Iowa      | –         | Kansas       | 12:7 Box     |
| 5. August | 17:00 | Ferguson Field | Missouri  | –         | Nebraska     | 4:9 Box      |
| 5. August | 19:00 | Stokely Field  | Minnesota | –         | South Dakota | 3:4 Box      |
| 6. August | 14:00 | Ferguson Field | Missouri  | –         | Kansas       | 18:11 Box    |
| 6. August | 16:00 | Stokely Field  | Iowa      | –         | Minnesota    | 2:7 Box      |
| 6. August | 17:00 | Ferguson Field | Nebraska  | –         | South Dakota | 7:4 Box      |
| 7. August | 13:00 | Stokely Field  | Iowa      | –         | South Dakota | 6:13 Box     |
| 7. August | 16:00 | Stokely Field  | Nebraska  | –         | Kansas       | 14:3 (5) Box |
| 7. August | 19:00 | Stokely Field  | Minnesota | –         | Missouri     | 10:4 Box     |

#### Playoff
|  | Halbfinale     | Halbfinale    |            |                | Finale         | Finale         |
|  |                |               |            |                |                |                |
|  | 9. August Box  |               |            |                |                |                |
|  | 4 Missouri     | 3             |            |                |                |                |
|  | 1 Nebraska     | 5             |            |                | 11. August Box | 11. August Box |
|  |                |               | 1 Nebraska | 10             |                |                |
|  | 9. August Box  | 9. August Box |            | 2 South Dakota | 4              |                |
|  | 3 Minnesota    | 1             |            |                |                |                |
|  | 2 South Dakota | 6             |            |                |                |                |
|  |                |               |            |                |                |                |

### Neuengland
Das Turnier fand vom 3. bis 11. August 2012 in Bristol, Connecticut statt.

#### Vorrunde
| Platz | Stadt            | Mannschaft         | W-L |
| ----- | ---------------- | ------------------ | --- |
| 1.    | Fairfield        | Fairfield American | 4–0 |
| 2.    | Wellesley        | Wellesley South    | 2–2 |
| 3.    | Bedford          | Bedford            | 2–2 |
| 4.    | South Burlington | South Burlington   | 2–2 |
| 5.    | Coventry         | Coventry American  | 1–3 |
| 6.    | Scarborough      | Scarborough        | 1–3 |

| Datum       | Zeit  | Stadion             | Begegnung     | Begegnung | Begegnung     | Ergebnis     |
| ----------- | ----- | ------------------- | ------------- | --------- | ------------- | ------------ |
| 3. August   | 14:00 | Leon J. Breen Field | New Hampshire | –         | Vermont       | 13:5 Box     |
| 3. August   | 20:15 | Leon J. Breen Field | Rhode Island  | –         | Connecticut   | 0:1 Box      |
| 4. August   | 14:00 | Leon J. Breen Field | Maine         | –         | Massachusetts | 4:5 (7) Box  |
| 4. August   | 20:00 | Leon J. Breen Field | Connecticut   | –         | Vermont       | 17:1 (4) Box |
| 5. August   | 11:00 | Leon J. Breen Field | Maine         | –         | Rhode Island  | 0:1 Box      |
| 6. August 1 | 08:30 | Leon J. Breen Field | Vermont       | –         | Massachusetts | 5:3 Box      |
| 6. August   | 15:00 | Leon J. Breen Field | Rhode Island  | –         | New Hampshire | 9:17 Box     |
| 6. August   | 19:30 | Leon J. Breen Field | Connecticut   | –         | Maine         | 15:2 (4) Box |
| 7. August   | 10:00 | Leon J. Breen Field | Vermont       | –         | Rhode Island  | 10:9 Box     |
| 7. August   | 13:00 | Leon J. Breen Field | Massachusetts | –         | New Hampshire | 9:5 Box      |
| 8. August   | 17:00 | Leon J. Breen Field | Maine         | –         | New Hampshire | 3:0 Box      |
| 8. August   | 20:00 | Leon J. Breen Field | Massachusetts | –         | Connecticut   | 2:9 Box      |

1 Spiel Vermont-Massachusetts wegen Regens vom 5.8. auf den 6.8. verschoben

#### Playoff
|  | Halbfinale        | Halbfinale    |               |                 | Finale         | Finale         |
|  |                   |               |               |                 |                |                |
|  | 9. August Box     |               |               |                 |                |                |
|  | 4 Vermont         | 3             |               |                 |                |                |
|  | 1 Connecticut (8) | 4             |               |                 | 11. August Box | 11. August Box |
|  |                   |               | 1 Connecticut | 14              |                |                |
|  | 9. August Box     | 9. August Box |               | 3 New Hampshire | 0              |                |
|  | 3 New Hampshire   | 2             |               |                 |                |                |
|  | 2 Massachusetts   | 0             |               |                 |                |                |
|  |                   |               |               |                 |                |                |

### Nordwest
Das Turnier fand vom 3. bis 11. August 2012 in San Bernardino, Kalifornien statt.

#### Vorrunde
| Platz | Stadt         | Mannschaft        | W-L |
| ----- | ------------- | ----------------- | --- |
| 1.    | Mercer Island | Mercer Island     | 4–0 |
| 2.    | Post Falls    | Post Falls        | 3–1 |
| 3.    | Billings      | Boulder-Arrowhead | 2–2 |
| 4.    | Gresham       | Gresham National  | 2–2 |
| 5.    | Juneau        | Gastineau Channel | 1–3 |
| 6.    | Cody          | Cody              | 0–4 |

| Datum     | Zeit  | Stadion             | Begegnung  | Begegnung | Begegnung  | Ergebnis     |
| --------- | ----- | ------------------- | ---------- | --------- | ---------- | ------------ |
| 3. August | 09:00 | Al Houghton Stadium | Alaska     | –         | Wyoming    | 12:0 (4) Box |
| 3. August | 11:30 | Al Houghton Stadium | Montana    | –         | Idaho      | 2:12 (4) Box |
| 3. August | 20:00 | Al Houghton Stadium | Oregon     | –         | Washington | 4:6 Box      |
| 4. August | 17:00 | Al Houghton Stadium | Alaska     | –         | Idaho      | 1:3 Box      |
| 5. August | 17:00 | Al Houghton Stadium | Montana    | –         | Washington | 3:13 (4) Box |
| 5. August | 20:00 | Al Houghton Stadium | Oregon     | –         | Wyoming    | 5:1 Box      |
| 6. August | 11:30 | Al Houghton Stadium | Washington | –         | Idaho      | 10:5 Box     |
| 6. August | 17:00 | Al Houghton Stadium | Oregon     | –         | Alaska     | 4:0 Box      |
| 7. August | 09:00 | Al Houghton Stadium | Oregon     | –         | Montana    | 5:6 Box      |
| 7. August | 11:30 | Al Houghton Stadium | Wyoming    | –         | Washington | 3:12 Box     |
| 8. August | 09:00 | Al Houghton Stadium | Wyoming    | –         | Idaho      | 0:1 (7) Box  |
| 8. August | 11:30 | Al Houghton Stadium | Montana    | –         | Alaska     | 7:3 Box      |

#### Playoff
|  | Halbfinale    | Halbfinale    |          |         | Finale         | Finale         |
|  |               |               |          |         |                |                |
|  | 9. August Box |               |          |         |                |                |
|  | 4 Oregon      | 6             |          |         |                |                |
|  | 1 Washington  | 2             |          |         | 11. August Box | 11. August Box |
|  |               |               | 4 Oregon | 8       |                |                |
|  | 9. August Box | 9. August Box |          | 2 Idaho | 4              |                |
|  | 3 Montana     | 2             |          |         |                |                |
|  | 2 Idaho       | 3             |          |         |                |                |
|  |               |               |          |         |                |                |

### Südost
Das Turnier fand vom 3. bis 10. August 2012 in Warner Robins, Georgia statt.

#### Vorrunde

##### Gruppe A
| Platz | Stadt          | Mannschaft              | W-L |
| ----- | -------------- | ----------------------- | --- |
| 1.    | Great Falls    | Great Falls             | 3–0 |
| 2.    | Goodlettsville | Goodlettsville Baseball | 2–1 |
| 3.    | Irmo           | Irmo                    | 1–2 |
| 4.    | Shinnston      | Shinnston               | 0–3 |

| Datum     | Zeit  | Stadion                      | Begegnung      | Begegnung | Begegnung      | Ergebnis     |
| --------- | ----- | ---------------------------- | -------------- | --------- | -------------- | ------------ |
| 3. August | 10:00 | Little League Southeast Park | West Virginia  | –         | South Carolina | 6:8 Box      |
| 3. August | 16:00 | Little League Southeast Park | Tennessee      | –         | Virginia       | 3:4 Box      |
| 4. August | 13:00 | Little League Southeast Park | Tennessee      | –         | West Virginia  | 6:0 Box      |
| 4. August | 19:00 | Little League Southeast Park | Virginia       | –         | South Carolina | 12:1 (4) Box |
| 6. August | 13:00 | Little League Southeast Park | South Carolina | –         | Tennessee      | 4:14 (4) Box |
| 6. August | 19:00 | Little League Southeast Park | Virginia       | –         | West Virginia  | 13:0 (4) Box |

##### Gruppe B
| Platz | Stadt         | Mannschaft                  | W-L |
| ----- | ------------- | --------------------------- | --- |
| 1.    | Greenville    | Tar Heel                    | 2–1 |
| 2.    | Warner Robins | Warner Robins American West | 2–1 |
| 3.    | Plant City    | Plant City                  | 1–2 |
| 4.    | Auburn        | Auburn Beehive              | 1–2 |

| Datum     | Zeit  | Stadion                      | Begegnung | Begegnung | Begegnung      | Ergebnis |
| --------- | ----- | ---------------------------- | --------- | --------- | -------------- | -------- |
| 3. August | 13:00 | Little League Southeast Park | Florida   | –         | Alabama        | 13:0 Box |
| 3. August | 19:00 | Little League Southeast Park | Georgia   | –         | North Carolina | 2:10 Box |
| 4. August | 10:00 | Little League Southeast Park | Florida   | –         | Georgia        | 6:7 Box  |
| 4. August | 16:00 | Little League Southeast Park | Alabama   | –         | North Carolina | 9:8 Box  |
| 6. August | 10:00 | Little League Southeast Park | Georgia   | –         | Alabama        | 4:1 Box  |
| 6. August | 16:00 | Little League Southeast Park | Florida   | –         | North Carolina | 4:6 Box  |

#### Trost-Spiele
Die Trostspiele (engl.: Consolation game) wurden zwischen den dritt- und viertplatzierten Mannschaften gespielt.
| Datum     | Zeit  | Stadion                      | Begegnung           | Begegnung | Begegnung          | Ergebnis |
| --------- | ----- | ---------------------------- | ------------------- | --------- | ------------------ | -------- |
| 7. August | 10:00 | Little League Southeast Park | Florida (B3)        | –         | West Virginia (A4) | 14:6 Box |
| 7. August | 13:00 | Little League Southeast Park | South Carolina (A3) | –         | Alabama (B4)       | 8:10 Box |

#### Playoff
|  | Halbfinale        | Halbfinale    |            |              | Finale         | Finale         |
|  |                   |               |            |              |                |                |
|  | 8. August Box     |               |            |              |                |                |
|  | B2 Georgia        | 5             |            |              |                |                |
|  | A1 Virginia       | 1             |            |              | 10. August Box | 10. August Box |
|  |                   |               | B2 Georgia | 0            |                |                |
|  | 8. August Box     | 8. August Box |            | A2 Tennessee | 1              |                |
|  | B1 North Carolina | 3             |            |              |                |                |
|  | A2 Tennessee      | 9             |            |              |                |                |
|  |                   |               |            |              |                |                |

### Südwest
Das Turnier fand vom 3. bis 9. August 2012 in Waco, Texas statt. Die Mannschaft aus Lufkin repräsentierte Osttexas, San Antonio vertrat Westtexas.

#### Vorrunde

##### Gruppe A
| Platz | Stadt        | Mannschaft         | W-L |
| ----- | ------------ | ------------------ | --- |
| 1.    | Lake Charles | South Lake Charles | 3–0 |
| 2.    | Albuquerque  | Petroglyph         | 2–1 |
| 3.    | D’Iberville  | D’Iberville        | 1–2 |
| 4.    | White Hall   | White Hall         | 0–3 |

| Datum     | Zeit  | Stadion          | Begegnung   | Begegnung | Begegnung  | Ergebnis     |
| --------- | ----- | ---------------- | ----------- | --------- | ---------- | ------------ |
| 3. August | 13:00 | Norcross Stadium | Mississippi | –         | Arkansas   | 10:8 Box     |
| 3. August | 17:00 | Norcross Stadium | New Mexico  | –         | Louisiana  | 0:11 (4) Box |
| 4. August | 13:00 | Norcross Stadium | New Mexico  | –         | Arkansas   | 11:1 (5) Box |
| 4. August | 17:00 | Norcross Stadium | Mississippi | –         | Louisiana  | 0:14 (4) Box |
| 5. August | 20:30 | Norcross Stadium | Mississippi | –         | New Mexico | 5:6 Box      |
| 6. August | 20:30 | Norcross Stadium | Arkansas    | –         | Louisiana  | 2:12 (5) Box |

##### Gruppe B
| Platz | Stadt          | Mannschaft               | W-L |
| ----- | -------------- | ------------------------ | --- |
| 1.    | San Antonio    | McAllister Park National | 3–0 |
| 2.    | Lufkin         | Lufkin                   | 2–1 |
| 3.    | Grand Junction | Monument                 | 1–2 |
| 4.    | Ottawa County  | Northeast Oklahoma       | 0–3 |

| Datum     | Zeit  | Stadion          | Begegnung | Begegnung | Begegnung | Ergebnis     |
| --------- | ----- | ---------------- | --------- | --------- | --------- | ------------ |
| 3. August | 20:30 | Norcross Stadium | Oklahoma  | –         | Osttexas  | 1:14 (4) Box |
| 4. August | 20:30 | Norcross Stadium | Westtexas | –         | Colorado  | 10:0 (4) Box |
| 5. August | 13:00 | Norcross Stadium | Oklahoma  | –         | Colorado  | 1:12 (4) Box |
| 5. August | 17:00 | Norcross Stadium | Westtexas | –         | Osttexas  | 6:3 Box      |
| 6. August | 13:00 | Norcross Stadium | Oklahoma  | –         | Westtexas | 0:21 (4) Box |
| 6. August | 17:00 | Norcross Stadium | Osttexas  | –         | Colorado  | 6:1 Box      |

#### Playoff
|  | Halbfinale    | Halbfinale    |             |              | Finale        | Finale        |
|  |               |               |             |              |               |               |
|  | 7. August Box |               |             |              |               |               |
|  | B2 Osttexas   | 6             |             |              |               |               |
|  | A1 Louisiana  | 0             |             |              | 9. August Box | 9. August Box |
|  |               |               | B2 Osttexas | 0            |               |               |
|  | 7. August Box | 7. August Box |             | B1 Westtexas | 9             |               |
|  | A2 New Mexico | 0             |             |              |               |               |
|  | B1 Westtexas  | 4             |             |              |               |               |
|  |               |               |             |              |               |               |

### West
Das Turnier fand vom 3. bis 11. August 2012 in San Bernardino, Kalifornien statt. Die Mannschaft aus Petaluma repräsentierte Nordkalifornien, Orange vertrat Südkalifornien.

#### Vorrunde
| Platz | Stadt           | Mannschaft        | W-L |
| ----- | --------------- | ----------------- | --- |
| 1.    | Petaluma        | Petaluma National | 4–0 |
| 2.    | Tucson          | Rincon            | 3–1 |
| 3.    | Nānākuli        | Nānākuli-Maili    | 2–2 |
| 4.    | North Las Vegas | Cheyenne          | 2–2 |
| 5.    | Orange          | Orange            | 1–3 |
| 6.    | Cedar City      | Cedar National    | 0–4 |

| Datum     | Zeit  | Stadion             | Begegnung       | Begegnung | Begegnung       | Ergebnis     |
| --------- | ----- | ------------------- | --------------- | --------- | --------------- | ------------ |
| 3. August | 16:00 | Al Houghton Stadium | Hawaii          | –         | Nordkalifornien | 9:11 Box     |
| 4. August | 09:00 | Al Houghton Stadium | Nevada          | –         | Utah            | 3:0 Box      |
| 4. August | 11:30 | Al Houghton Stadium | Nordkalifornien | –         | Arizona         | 2:1 Box      |
| 4. August | 20:00 | Al Houghton Stadium | Hawaii          | –         | Südkalifornien  | 5:2 Box      |
| 5. August | 09:00 | Al Houghton Stadium | Utah            | –         | Südkalifornien  | 1:7 Box      |
| 5. August | 11:30 | Al Houghton Stadium | Nevada          | –         | Arizona         | 5:13 Box     |
| 6. August | 09:00 | Al Houghton Stadium | Hawaii          | –         | Arizona         | 2:6 Box      |
| 6. August | 20:00 | Al Houghton Stadium | Südkalifornien  | –         | Nordkalifornien | 2:3 Box      |
| 7. August | 17:00 | Al Houghton Stadium | Nordkalifornien | –         | Nevada          | 10:6 Box     |
| 7. August | 20:00 | Al Houghton Stadium | Hawaii          | –         | Utah            | 12:2 (5) Box |
| 8. August | 17:00 | Al Houghton Stadium | Utah            | –         | Arizona         | 3:4 Box      |
| 8. August | 20:00 | Al Houghton Stadium | Nevada          | –         | Südkalifornien  | 16:7 Box     |

#### Playoff
|  | Halbfinale        | Halbfinale     |                   |          | Finale         | Finale         |
|  |                   |                |                   |          |                |                |
|  | 10. August Box    |                |                   |          |                |                |
|  | 4 Nevada          | 4              |                   |          |                |                |
|  | 1 Nordkalifornien | 10             |                   |          | 11. August Box | 11. August Box |
|  |                   |                | 1 Nordkalifornien | 7        |                |                |
|  | 10. August Box    | 10. August Box |                   | 3 Hawaii | 5              |                |
|  | 3 Hawaii          | 6              |                   |          |                |                |
|  | 2 Arizona         | 5              |                   |          |                |                |
|  |                   |                |                   |          |                |                |

## International

### Asien-Pazifik
Das Turnier fand vom 2. bis 8. Juli 2012 in Taichung, Taiwan statt.

#### Vorrunde

##### Gruppe A
| Platz | Stadt       | Mannschaft        | W-L |
| ----- | ----------- | ----------------- | --- |
| 1.    | Taoyuan     | Kuei-Shan         | 4–0 |
| 2.    | Hongkong    | Hongkong          | 3–1 |
| 3.    | Agana       | Central           | 2–2 |
| 4.    | Makati City | Illam Central     | 1–3 |
| 5.    | Auckland    | Bayside Westhaven | 0–4 |

| Datum   | Zeit  | Stadion          | Begegnung         | Begegnung | Begegnung         | Ergebnis |
| ------- | ----- | ---------------- | ----------------- | --------- | ----------------- | -------- |
| 2. Juli | 10:30 | Wan-Shou Stadium | Chinesisch Taipeh | –         | Guam              | 5:2 Box  |
| 2. Juli | 15:30 | Wen-Shiao Field  | Philippinen       | –         | Neuseeland        | 12:2 Box |
| 3. Juli | 10:00 | Wen-Shiao Field  | Philippinen       | –         | Hongkong          | 5:6 Box  |
| 3. Juli | 14:00 | Wan-Shou Stadium | Neuseeland        | –         | Chinesisch Taipeh | 0:13 Box |
| 4. Juli | 10:00 | Wan-Shou Stadium | Chinesisch Taipeh | –         | Philippinen       | 14:0 Box |
| 4. Juli | 14:00 | Wan-Shou Stadium | Guam              | –         | Hongkong          | 5:6 Box  |
| 5. Juli | 10:00 | Wen-Shiao Field  | Hongkong          | –         | Neuseeland        | 15:6 Box |
| 5. Juli | 14:00 | Wan-Shou Stadium | Guam              | –         | Philippinen       | 5:3 Box  |
| 6. Juli | 10:00 | Wen-Shiao Field  | Neuseeland        | –         | Guam              | 2:14 Box |
| 6. Juli | 14:00 | Wan-Shou Stadium | Hongkong          | –         | Chinesisch Taipeh | 0:16 Box |

##### Gruppe B
| Platz | Stadt   | Mannschaft        | W-L |
| ----- | ------- | ----------------- | --- |
| 1.    | Busan   | Busan             | 4–0 |
| 2.    | Saipan  | Saipan            | 2–2 |
| 3.    | Bangkok | Bangkok           | 2–2 |
| 4.    | Perth   | Perth Metro North | 2–2 |
| 5.    | Jakarta | Indonesian        | 0–4 |

| Datum   | Zeit  | Stadion          | Begegnung          | Begegnung | Begegnung          | Ergebnis |
| ------- | ----- | ---------------- | ------------------ | --------- | ------------------ | -------- |
| 2. Juli | 11:30 | Wen-Shiao Field  | Thailand           | –         | Nördliche Marianen | 6:10 Box |
| 2. Juli | 14:30 | Wan-Shou Stadium | Indonesien         | –         | Südkorea           | 0:11 Box |
| 3. Juli | 10:00 | Wan-Shou Stadium | Nördliche Marianen | –         | Australien         | 5:9 Box  |
| 3. Juli | 14:00 | Wen-Shiao Field  | Indonesien         | –         | Thailand           | 4:14 Box |
| 4. Juli | 10:00 | Wen-Shiao Field  | Thailand           | –         | Südkorea           | 2:19 Box |
| 4. Juli | 14:00 | Wen-Shiao Field  | Australien         | –         | Indonesien         | 8:4 Box  |
| 5. Juli | 10:00 | Wan-Shou Stadium | Australien         | –         | Thailand           | 2:4 Box  |
| 5. Juli | 14:00 | Wen-Shiao Field  | Südkorea           | –         | Nördliche Marianen | 6:0 Box  |
| 6. Juli | 10:00 | Wan-Shou Stadium | Südkorea           | –         | Australien         | 11:0 Box |
| 6. Juli | 14:00 | Wen-Shiao Field  | Nördliche Marianen | –         | Indonesien         | 11:0 Box |

#### Playoff
|  | Halbfinale           | Halbfinale  |                    |   | Finale      | Finale      |
|  |                      |             |                    |   |             |             |
|  | B2 Nördl. Marianen   | 2           |                    |   |             |             |
|  | A1 Chinesisch Taipeh | 8           |                    |   |             |             |
|  | 7. Juli Box          |             |                    |   |             |             |
|  |                      |             | 8. Juli Box        |   |             |             |
|  | A1 Chinesisch Taipeh | 12          |                    |   |             |             |
|  |                      | A2 Hongkong | 2                  |   |             |             |
|  |                      |             |                    |   |             |             |
|  | Trost-Spiel          |             |                    |   |             |             |
|  | 7. Juli Box          | 7. Juli Box | B2 Nördl. Marianen | 1 |             |             |
|  | A2 Hongkong          | 3           | B1 Südkorea        | 2 |             |             |
|  | B1 Südkorea          | 2           |                    |   | 8. Juli Box | 8. Juli Box |

### Europa
Das Turnier fand vom 20. bis 27. Juli 2012 in Kutno, Polen statt.

#### Vorrunde

##### Gruppe A
| Platz | Stadt                          | Mannschaft                   | W-L |
| ----- | ------------------------------ | ---------------------------- | --- |
| 1.    | Ramstein                       | KMC American                 | 5–0 |
| 2.    | London                         | London Area Youth            | 4–1 |
| 3.    | Kirowohrad                     | Kirowohrad                   | 3–2 |
| 4.    | Emilia                         | Emilia                       | 2–3 |
| 5.    | Budapest/Debrecen/Jánossomorja | MOBSSZ Debrecen/Janossomorja | 1–4 |
| 6.    | Belgrad                        | Serbien                      | 0–5 |

| Datum    | Zeit  | Stadion             | Begegnung              | Begegnung | Begegnung              | Ergebnis |
| -------- | ----- | ------------------- | ---------------------- | --------- | ---------------------- | -------- |
| 20. Juli | 10:00 | Little League Field | Italien                | –         | Ungarn                 | 13:0 Box |
| 20. Juli | 11:00 | Softball Field      | US-Deutschland         | –         | Serbien                | 15:0 Box |
| 20. Juli | 12:30 | Little League Field | Vereinigtes Königreich | –         | Ukraine                | 4:1 Box  |
| 21. Juli | 10:00 | Piszek Stadium      | Ukraine                | –         | US-Deutschland         | 0:13 Box |
| 21. Juli | 13:30 | Piszek Stadium      | Vereinigtes Königreich | –         | Ungarn                 | 12:5 Box |
| 21. Juli | 16:30 | Piszek Stadium      | Italien                | –         | Serbien                | 28:0 Box |
| 22. Juli | 10:00 | Little League Field | Vereinigtes Königreich | –         | US-Deutschland         | 4:8 Box  |
| 22. Juli | 13:00 | Little League Field | Ukraine                | –         | Italien                | 5:4 Box  |
| 22. Juli | 16:00 | Little League Field | Serbien                | –         | Ungarn                 | 0:10Box  |
| 23. Juli | 10:30 | Piszek Stadium      | US-Deutschland         | –         | Italien                | 13:8 Box |
| 23. Juli | 13:30 | Piszek Stadium      | Vereinigtes Königreich | –         | Serbien                | 12:2 Box |
| 23. Juli | 16:30 | Piszek Stadium      | Ukraine                | –         | Ungarn                 | 7:6 Box  |
| 24. Juli | 10:00 | Little League Field | Ungarn                 | –         | US-Deutschland         | 1:17 Box |
| 24. Juli | 13:00 | Little League Field | Italien                | –         | Vereinigtes Königreich | 9:15 Box |
| 24. Juli | 16:00 | Little League Field | Ukraine                | –         | Serbien                | 7:3 Box  |

##### Gruppe B
| Platz | Stadt             | Mannschaft        | W-L |
| ----- | ----------------- | ----------------- | --- |
| 1.    | Jihomoravský kraj | Jihomoravský kraj | 4–1 |
| 2.    | Brest             | Brest Zubrs       | 4–1 |
| 3.    | Haarlem           | Nord-Holland      | 3–2 |
| 4.    | Kaunas            | Kaunas            | 2–3 |
| 5.    | Kutno             | Kutno             | 1–4 |
| 6.    | Ostflandern       | Ostflandern       | 1–4 |

| Datum    | Zeit  | Stadion             | Begegnung   | Begegnung | Begegnung   | Ergebnis  |
| -------- | ----- | ------------------- | ----------- | --------- | ----------- | --------- |
| 20. Juli | 09:30 | Piszek Stadium      | Tschechien  | –         | Litauen     | 11:1 Box  |
| 20. Juli | 12:00 | Piszek Stadium      | Belgien     | –         | Belarus     | 6:13 Box  |
| 20. Juli | 18:00 | Piszek Stadium      | Polen       | –         | Niederlande | 1:9 Box   |
| 21. Juli | 10:00 | Little League Field | Polen       | –         | Belgien     | 8:2 Box   |
| 21. Juli | 13:00 | Little League Field | Niederlande | –         | Litauen     | 12:10 Box |
| 21. Juli | 16:00 | Little League Field | Tschechien  | –         | Belarus     | 21:1 Box  |
| 22. Juli | 10:30 | Piszek Stadium      | Niederlande | –         | Belgien     | 14:3 Box  |
| 22. Juli | 13:30 | Piszek Stadium      | Tschechien  | –         | Polen       | 11:5 Box  |
| 22. Juli | 16:30 | Piszek Stadium      | Belarus     | –         | Litauen     | 6:2Box    |
| 23. Juli | 10:00 | Little League Field | Polen       | –         | Belarus     | 0:7 Box   |
| 23. Juli | 13:00 | Little League Field | Niederlande | –         | Tschechien  | 0:10 Box  |
| 23. Juli | 16:00 | Little League Field | Belgien     | –         | Litauen     | 5:9 Box   |
| 24. Juli | 10:30 | Piszek Stadium      | Belarus     | –         | Niederlande | 7:2 Box   |
| 24. Juli | 13:30 | Piszek Stadium      | Polen       | –         | Litauen     | 1:11 Box  |
| 24. Juli | 16:30 | Piszek Stadium      | Tschechien  | –         | Belgien     | 11:7 Box  |

#### Playoff
|  | Viertelfinale         | Viertelfinale |                |                | Halbfinale   | Halbfinale |  |  | Finale       | Finale       |
|  |                       |               |                |                |              |            |  |  |              |              |
|  | 25. Juli Box          |               |                |                |              |            |  |  |              |              |
|  | A1 Deutschland        | 10            |                |                |              |            |  |  |              |              |
|  | A1 Deutschland        | 10            | 26. Juli Box   |                |              |            |  |  |              |              |
|  | B4 Litauen            | 0             |                |                |              |            |  |  |              |              |
|  | B4 Litauen            | 0             | A1 Deutschland | 7              |              |            |  |  |              |              |
|  |                       |               | A1 Deutschland | 7              |              |            |  |  |              |              |
|  |                       | A3 Ukraine    | 4              |                |              |            |  |  |              |              |
|  | B2 Belgien            | A3 Ukraine    | 4              | 2              |              |            |  |  |              |              |
|  | B2 Belgien            |               |                | 2              |              |            |  |  |              |              |
|  | A3 Ukraine            | 4             |                | 27. Juli Box   | 27. Juli Box |            |  |  |              |              |
|  | 25. Juli Box          | 25. Juli Box  | A1 Deutschland | 7              |              |            |  |  |              |              |
|  | 25. Juli Box          | 25. Juli Box  |                | B3 Niederlande | 0            |            |  |  |              |              |
|  | A2 Verein. Königreich | 0             |                |                |              |            |  |  |              |              |
|  | B3 Niederlande        | 5             |                |                |              |            |  |  |              |              |
|  | B3 Niederlande        | 5             | B3 Niederlande | 8              |              |            |  |  |              |              |
|  |                       |               | B3 Niederlande | 8              | Trost-Spiel  |            |  |  |              |              |
|  |                       | A4 Italien    | 6              |                |              |            |  |  |              |              |
|  | B1 Tschechien         | A4 Italien    | 6              | 2              | A3 Ukraine   | 5          |  |  |              |              |
|  | B1 Tschechien         | 26. Juli Box  |                | 2              | A3 Ukraine   | 5          |  |  |              |              |
|  | A4 Italien            | 5             |                | A4 Italien     | 9            |            |  |  |              |              |
|  | A4 Italien            | 5             |                |                | 9            |            |  |  |              |              |
|  | 25. Juli Box          | 25. Juli Box  |                |                |              |            |  |  | 27. Juli Box | 27. Juli Box |

### Japan
Die ersten beiden Runden fanden am 30. Juni statt. Die letzten beiden Runden waren für den 7. Juli geplant, mussten aber auf den 15. Juli verschoben werden. Alle Spiele fanden in Tokio statt.

#### Teilnehmende Teams
| Ergebnis Distrikt     | Präfektur | Stadt     | Team               |
| --------------------- | --------- | --------- | ------------------ |
| Chūgoku Meister       | Hiroshima | Hiroshima | Hiroshima Saeki    |
| Kita-Kantō Meister    | Saitama   | Saitama   | Ōmiya Higashi      |
| Kanagawa Meister      | Kanagawa  | Zushi     | Zushi              |
| Kansai Meister        | Hyōgo     | Harima    | Hyōgo Harima       |
| Kansai Zweiter        | Hyōgo     | Himeji    | Himeji Chuo        |
| Higashi-Kantō Meister | Chiba     | Funabashi | Funabashi          |
| Kyūshū Meister        | Nagasaki  | Sasebo    | Sasebo Chuo        |
| Hokkaidō Meister      | Hokkaidō  | Asahikawa | Asahikawa Taisetsu |
| Shikoku Meister       | Ehime     | Niihama   | Niihama            |
| Shin’etsu Meister     | Nagano    | Ueda      | Ueda Minami        |
| Tōhoku Meister        | Miyagi    | Sendai    | Sendai Higashi     |
| Tōhoku Zweiter        | Fukushima | Iwaki     | Iwakitaira         |
| Tōkai Meister         | Mie       | Matsusaka | Matsusaka          |
| Tōkai Zweiter         | Shizuoka  | Hamamatsu | Hamamatsu Minami   |
| Tokio Meister         | Tokio     | Tokio     | Tokyo Kitasuna     |
| Tokio Zweiter         | Tokio     | Fuchū     | Musashi Fuchū      |

#### Playoffs
|  | Achtelfinale       | Achtelfinale |                |                | Viertelfinale  | Viertelfinale |  |  | Halbfinale | Halbfinale |              |              | Finale | Finale |
|  |                    |              |                |                |                |               |  |  |            |            |              |              |        |        |
|  | 30. Juni Box       |              |                |                |                |               |  |  |            |            |              |              |        |        |
|  | Ueda Minami        | 2            |                |                |                |               |  |  |            |            |              |              |        |        |
|  | Tokyo Kitsuana     | 8            |                |                | 30. Juni Box   | 30. Juni Box  |  |  |            |            |              |              |        |        |
|  | Tokyo Kitsuana     | 8            | Tokyo Kitsuana | 10             |                |               |  |  |            |            |              |              |        |        |
|  |                    |              | Tokyo Kitsuana | 10             |                |               |  |  |            |            |              |              |        |        |
|  | 30. Juni Box       | 30. Juni Box |                |                | Iwakitaira     | 0             |  |  |            |            |              |              |        |        |
|  | Sasebo Chuo        | 2            |                |                | Iwakitaira     | 0             |  |  |            |            |              |              |        |        |
|  | Sasebo Chuo        | 2            |                |                |                |               |  |  |            |            |              |              |        |        |
|  | Iwakitaira         | 3            |                |                | 15. Juli Box   | 15. Juli Box  |  |  |            |            |              |              |        |        |
|  | Iwakitaira         | 3            | Tokyo Kitsuana | 14             |                |               |  |  |            |            |              |              |        |        |
|  |                    |              | Tokyo Kitsuana | 14             |                |               |  |  |            |            |              |              |        |        |
|  | 30. Juni Box       | 30. Juni Box |                | Funabashi      | 4              |               |  |  |            |            |              |              |        |        |
|  | Ōmiya Higashi      | 5            |                | Funabashi      | 4              |               |  |  |            |            |              |              |        |        |
|  | Ōmiya Higashi      | 5            |                |                |                |               |  |  |            |            |              |              |        |        |
|  | Hyōgo Harima       | 3            |                |                | 30. Juni Box   | 30. Juni Box  |  |  |            |            |              |              |        |        |
|  | Hyōgo Harima       | 3            | Ōmiya Higashi  | 6              |                |               |  |  |            |            |              |              |        |        |
|  |                    |              | Ōmiya Higashi  | 6              |                |               |  |  |            |            |              |              |        |        |
|  | 30. Juni Box       | 30. Juni Box |                |                | Funabashi      | 10            |  |  |            |            |              |              |        |        |
|  | Funabashi          | 8            |                |                | Funabashi      | 10            |  |  |            |            |              |              |        |        |
|  | Funabashi          | 8            |                |                |                |               |  |  |            |            |              |              |        |        |
|  | Hamamatsu Minami   | 5            |                |                |                |               |  |  |            |            | 15. Juli Box | 15. Juli Box |        |        |
|  | Hamamatsu Minami   | 5            | Tokyo Kitsuana | 11             |                |               |  |  |            |            |              |              |        |        |
|  |                    |              | Tokyo Kitsuana | 11             |                |               |  |  |            |            |              |              |        |        |
|  | 30. Juni Box       | 30. Juni Box |                | Matsusaka      | 0              |               |  |  |            |            |              |              |        |        |
|  | Niihama            | 8            |                | Matsusaka      | 0              |               |  |  |            |            |              |              |        |        |
|  | Niihama            | 8            |                |                |                |               |  |  |            |            |              |              |        |        |
|  | Musashi Fuchū      | 4            |                |                | 30. Juni Box   | 30. Juni Box  |  |  |            |            |              |              |        |        |
|  | Musashi Fuchū      | 4            | Niihama        | 0              |                |               |  |  |            |            |              |              |        |        |
|  |                    |              | Niihama        | 0              |                |               |  |  |            |            |              |              |        |        |
|  | 30. Juni Box       | 30. Juni Box |                |                | Matsusaka      | 9             |  |  |            |            |              |              |        |        |
|  | Asahikawa Taisetsu | 0            |                |                | Matsusaka      | 9             |  |  |            |            |              |              |        |        |
|  | Asahikawa Taisetsu | 0            |                |                |                |               |  |  |            |            |              |              |        |        |
|  | Matsusaka          | 9            |                |                | 15. Juli Box   | 15. Juli Box  |  |  |            |            |              |              |        |        |
|  | Matsusaka          | 9            | Matsusaka      | 20             |                |               |  |  |            |            |              |              |        |        |
|  |                    |              | Matsusaka      | 20             |                |               |  |  |            |            |              |              |        |        |
|  | 30. Juni Box       | 30. Juni Box |                | Sendai Higashi | 10             |               |  |  |            |            |              |              |        |        |
|  | Himeji Chuo        | 0            |                | Sendai Higashi | 10             |               |  |  |            |            |              |              |        |        |
|  | Himeji Chuo        | 0            |                |                |                |               |  |  |            |            |              |              |        |        |
|  | Zushi              | 9            |                |                | 30. Juni Box   | 30. Juni Box  |  |  |            |            |              |              |        |        |
|  | Zushi              | 9            | Zushi          | 6              |                |               |  |  |            |            |              |              |        |        |
|  |                    |              | Zushi          | 6              |                |               |  |  |            |            |              |              |        |        |
|  | 30. Juni Box       | 30. Juni Box |                |                | Sendai Higashi | 7             |  |  |            |            |              |              |        |        |
|  | Hiroshima Saeki    | 0            |                |                | Sendai Higashi | 7             |  |  |            |            |              |              |        |        |
|  | Hiroshima Saeki    | 0            |                |                |                |               |  |  |            |            |              |              |        |        |
|  | Sendai Higashi     | 1            |                |                |                |               |  |  |            |            |              |              |        |        |

### Kanada
Das Turnier fand vom 4. bis 11. August 2012 in Edmonton, Alberta statt.

#### Vorrunde
| Platz | Stadt                               | Mannschaft          | W-L |
| ----- | ----------------------------------- | ------------------- | --- |
| 1.    | Vancouver (Region British Columbia) | Hastings Community  | 5–0 |
| 2.    | Toronto (Region Ontario)            | High Park           | 3–2 |
| 3.    | Lethbridge (Region Prärie)          | Southwest           | 2–3 |
| 4.    | Glace Bay (Region Atlantik)         | Glace Bay           | 2–3 |
| 5.    | Montreal (Region Québec)            | Notre-Dame-de-Grâce | 2–3 |
| 6.    | Edmonton (Gastgeber)                | Mill Woods          | 1–4 |

| Datum     | Zeit  | Stadion       | Begegnung        | Begegnung | Begegnung | Ergebnis     |
| --------- | ----- | ------------- | ---------------- | --------- | --------- | ------------ |
| 4. August | 12:00 | John Fry Park | British Columbia | –         | Ontario   | 3:0 Box      |
| 4. August | 15:00 | John Fry Park | Québec           | –         | Prärie    | 1:6 Box      |
| 4. August | 18:00 | John Fry Park | Atlantik         | –         | Gastgeber | 5:4 (7) Box  |
| 5. August | 12:00 | John Fry Park | Atlantik         | –         | Prärie    | 5:6 Box      |
| 5. August | 15:00 | John Fry Park | British Columbia | –         | Québec    | 12:0 (5)Box  |
| 5. August | 18:00 | John Fry Park | Ontario          | –         | Gastgeber | 5:0 Box      |
| 6. August | 12:00 | John Fry Park | Ontario          | –         | Québec    | 8:2 Box      |
| 6. August | 15:00 | John Fry Park | British Columbia | –         | Atlantik  | 19:1 (4) Box |
| 6. August | 18:00 | John Fry Park | Gastgeber        | –         | Prärie    | 2:8 Box      |
| 7. August | 12:00 | John Fry Park | Québec           | –         | Atlantik  | 7:8 (7) Box  |
| 7. August | 15:00 | John Fry Park | Ontario          | –         | Prärie    | 2:0 Box      |
| 7. August | 18:00 | John Fry Park | British Columbia | –         | Gastgeber | 9:0 Box      |
| 8. August | 12:00 | John Fry Park | British Columbia | –         | Prärie    | 15:0 (4) Box |
| 8. August | 15:00 | John Fry Park | Ontario          | –         | Atlantik  | 4:1 Box      |
| 8. August | 18:00 | John Fry Park | Québec           | –         | Gastgeber | 4:3 (5)1 Box |

1 Das Spiel Québec gegen den Gastgeber wurde in der Mitte des fünften Innings wegen Dunkelheit abgebrochen.

#### Trost-Spiel
Die Trostspiele (engl.: Consolation game) wurden zwischen der fünft- und der sechstplatzierten Mannschaft gespielt.
| Datum      | Zeit  | Stadion       | Begegnung | Begegnung | Begegnung | Ergebnis |
| ---------- | ----- | ------------- | --------- | --------- | --------- | -------- |
| 10. August | 12:00 | John Fry Park | Québec    | –         | Gastgeber | 5:2 Box  |

#### Playoff
|  | Halbfinale     | Halbfinale       | Halbfinale     |  |  | Finale         | Finale               | Finale         |
|  |                |                  |                |  |  |                |                      |                |
|  | 10. August Box |                  |                |  |  |                |                      |                |
|  | 4              | Atlantik         | 0              |  |  |                |                      |                |
|  | 1              | British Columbia | 5              |  |  | 11. August Box | 11. August Box       | 11. August Box |
|  |                |                  |                |  |  | 1              | British Columbia (4) | 11             |
|  | 10. August Box | 10. August Box   | 10. August Box |  |  | 3              | Prärie               | 1              |
|  | 2              | Ontario          | 3              |  |  |                |                      |                |
|  | 3              | 3 Prärie         | 4              |  |  |                |                      |                |
|  |                |                  |                |  |  |                |                      |                |

### Karibik
Das Turnier fand vom 7. bis 14. Juli 2012 in Guayama, Puerto Rico statt.

#### Vorrunde

##### Gruppe A
| Platz | Stadt        | Mannschaft         | W-L |
| ----- | ------------ | ------------------ | --- |
| 1.    | Willemstad   | Pariba             | 4–0 |
| 2.    | Manatí       | Jose M. Rodriguez  | 3–1 |
| 3.    | Saint Croix  | Elmo Plaskett East | 2–2 |
| 4.    | Kralendijk   | Bonaire            | 1–3 |
| 5.    | Saint John’s | Antigua            | 0–4 |

| Datum    | Zeit | Stadion          | Begegnung           | Begegnung | Begegnung           | Ergebnis |
| -------- | ---- | ---------------- | ------------------- | --------- | ------------------- | -------- |
| 7. Juli  |      | Parque de Pelota | St. Croix           | –         | Antigua und Barbuda | 16:0 Box |
| 7. Juli  |      | Parque de Pelota | Bonaire             | –         | Puerto Rico         | 2:12 Box |
| 8. Juli  |      | Parque de Pelota | Antigua und Barbuda | –         | Curaçao             | 0:10 Box |
| 8. Juli  |      | Parque de Pelota | St. Croix           | –         | Puerto Rico         | 1:12 Box |
| 9. Juli  |      | Parque de Pelota | St. Croix           | –         | Bonaire             | 6:1 Box  |
| 9. Juli  |      | Parque de Pelota | Curaçao             | –         | Puerto Rico         | 8:1 Box  |
| 10. Juli |      | Parque de Pelota | Bonaire             | –         | Curaçao             | 0:15 Box |
| 10. Juli |      | Parque de Pelota | Antigua und Barbuda | –         | Puerto Rico         | 0:11 Box |
| 12. Juli |      | Parque de Pelota | Antigua und Barbuda | –         | Bonaire             | 4:5 Box  |
| 12. Juli |      | Parque de Pelota | Curaçao             | –         | St. Croix           | 8:0 Box  |

##### Gruppe B
| Platz | Stadt                | Mannschaft           | W-L |
| ----- | -------------------- | -------------------- | --- |
| 1.    | Guayama*             | Radames Lopez        | 3–1 |
| 2.    | St. Thomas           | Elrod Hendricks West | 3–1 |
| 3.    | Santa Cruz           | Aruba Central        | 2–2 |
| 4.    | Sint Maarten         | Sint Maarten         | 1–3 |
| 5.    | San Pedro de Macorís | Solano               | 1–3 |

* Gastgeber
| Datum    | Zeit | Stadion          | Begegnung               | Begegnung | Begegnung               | Ergebnis |
| -------- | ---- | ---------------- | ----------------------- | --------- | ----------------------- | -------- |
| 7. Juli  |      | Parque de Pelota | Dominikanische Republik | –         | St. Thomas              | 5:6 Box  |
| 7. Juli  |      | Parque de Pelota | Gastgeber               | –         | Aruba                   | 9:2 Box  |
| 8. Juli  |      | Parque de Pelota | St. Thomas              | –         | Sint Maarten            | 13:3 Box |
| 8. Juli  |      | Parque de Pelota | Dominikanische Republik | –         | Gastgeber               | 1:12 Box |
| 9. Juli  |      | Parque de Pelota | Dominikanische Republik | –         | Aruba                   | 6:8 Box  |
| 9. Juli  |      | Parque de Pelota | Sint Maarten            | –         | Gastgeber               | 9:13 Box |
| 10. Juli |      | Parque de Pelota | Aruba                   | –         | Sint Maarten            | 10:5 Box |
| 10. Juli |      | Parque de Pelota | St. Thomas              | –         | Gastgeber               | 5:10 Box |
| 12. Juli |      | Parque de Pelota | St. Thomas              | –         | Aruba                   | 4:1 Box  |
| 12. Juli |      | Parque de Pelota | Sint Maarten            | –         | Dominikanische Republik | 5:4 Box  |

#### Playoff
|  | Halbfinale     | Halbfinale   |                |    | Finale       | Finale       |
|  |                |              |                |    |              |              |
|  | B2 St. Thomas  | 5            |                |    |              |              |
|  | A1 Curaçao     | 14           |                |    |              |              |
|  | 13. Juli Box   |              |                |    |              |              |
|  |                |              | 14. Juli Box   |    |              |              |
|  | A1 Curaçao     | 10           |                |    |              |              |
|  |                | B1 Gastgeber | 1              |    |              |              |
|  |                |              |                |    |              |              |
|  | Trost-Spiel    |              |                |    |              |              |
|  | 13. Juli Box   | 13. Juli Box | A2 Puerto Rico | 10 |              |              |
|  | A2 Puerto Rico | 1            | B2 St. Thomas  | 0  |              |              |
|  | B1 Gastgeber   | 7            |                |    | 14. Juli Box | 14. Juli Box |

### Lateinamerika
Das Turnier fand vom 8. bis 15. Juli 2012 in Aguadulce, Panama statt.

#### Vorrunde

##### Gruppe A
| Platz | Stadt                    | Mannschaft       | W-L |
| ----- | ------------------------ | ---------------- | --- |
| 1.    | Aguadulce*               | Aguadulce        | 3–0 |
| 2.    | Lara                     | Lara             | 2–1 |
| 3.    | Managua                  | 14 de Septiembre | 1–2 |
| 4.    | Santo Domingo de Heredia | Heredia          | 0–3 |

* Gastgeber
| Datum    | Zeit | Stadion                     | Begegnung | Begegnung | Begegnung  | Ergebnis |
| -------- | ---- | --------------------------- | --------- | --------- | ---------- | -------- |
| 8. Juli  |      | Estadio José Remon Canteras | Gastgeber | –         | Nicaragua  | 2:1 Box  |
| 8. Juli  |      | Estadio José Remon Canteras | Venezuela | –         | Costa Rica | 23:0 Box |
| 9. Juli  |      | Estadio José Remon Canteras | Venezuela | –         | Nicaragua  | 3:1 Box  |
| 9. Juli  |      | Estadio José Remon Canteras | Gastgeber | –         | Costa Rica | 10:0 Box |
| 11. Juli |      | Estadio José Remon Canteras | Nicaragua | –         | Costa Rica | 13:3 Box |
| 11. Juli |      | Estadio José Remon Canteras | Venezuela | –         | Gastgeber  | 2:3 Box  |

##### Gruppe B
| Platz | Stadt           | Mannschaft                           | W-L |
| ----- | --------------- | ------------------------------------ | --- |
| 1.    | Chitré          | Chitré                               | 3–0 |
| 2.    | Cartagena       | Falcon                               | 2–1 |
| 3.    | Guatemala-Stadt | Liga Pequeña de Beisbol de Guatemala | 1–2 |
| 4.    | Guayaquil       | C Unidas Miraflores                  | 0–3 |

| Datum    | Zeit | Stadion                     | Begegnung | Begegnung | Begegnung | Ergebnis |
| -------- | ---- | --------------------------- | --------- | --------- | --------- | -------- |
| 8. Juli  |      | Estadio José Remon Canteras | Kolumbien | –         | Guatemala | 4:3 Box  |
| 8. Juli  |      | Estadio José Remon Canteras | Panama    | –         | Ecuador   | 14:1 Box |
| 9. Juli  |      | Estadio José Remon Canteras | Guatemala | –         | Panama    | 2:14 Box |
| 9. Juli  |      | Estadio José Remon Canteras | Kolumbien | –         | Ecuador   | 9:2 Box  |
| 11. Juli |      | Estadio José Remon Canteras | Panama    | –         | Kolumbien | 4:3 Box  |
| 11. Juli |      | Estadio José Remon Canteras | Guatemala | –         | Ecuador   | 3:2 Box  |

#### Playoff
|  | Halbfinale   | Halbfinale   |              |  | Finale                | Finale                |
|  |              |              |              |  |                       |                       |
|  | B2 Kolumbien | 0            |              |  |                       |                       |
|  | A1 Gastgeber | 3            |              |  |                       |                       |
|  | 13. Juli Box |              |              |  |                       |                       |
|  |              |              | 14. Juli Box |  |                       |                       |
|  | A1 Gastgeber | 6            |              |  |                       |                       |
|  |              | A2 Venezuela | 5            |  |                       |                       |
|  |              |              |              |  |                       |                       |
|  | Trost-Spiel  |              |              |  |                       |                       |
|  | 13. Juli Box | 13. Juli Box | B1 Panama    |  |                       |                       |
|  | A2 Venezuela | 7            | B2 Kolumbien |  |                       |                       |
|  | B1 Panama    | 4            |              |  | 14. Juli Box abgesagt | 14. Juli Box abgesagt |

### Mexiko
Das Turnier fand vom 21. bis 26. Juli 2012 in Monterrey, Nuevo León statt.

#### Vorrunde

##### Gruppe A
| Platz | Stadt          | Mannschaft                           | W-L |
| ----- | -------------- | ------------------------------------ | --- |
| 1.    | Hermosillo     | Amistad y Deporte                    | 4–1 |
| 2.    | Santa Catarina | Santa Catarina                       | 4–1 |
| 3.    | Reynosa        | Treviño Kelly                        | 3–2 |
| 4.    | Guadalajara    | Guadalajara SUTAJ                    | 3–2 |
| 5.    | Ciudad Juárez  | Satellite                            | 1–4 |
| 6.    | Torreón        | Liga Infantil y Juvenil Sertoma A.C. | 0–5 |

| Datum    | Zeit | Stadion            | Begegnung      | Begegnung | Begegnung     | Ergebnis |
| -------- | ---- | ------------------ | -------------- | --------- | ------------- | -------- |
| 21. Juli |      | Estadio de Béisbol | Hermosillo     | –         | Ciudad Juárez | 10:0 Box |
| 21. Juli |      | Estadio de Béisbol | Torreón        | –         | Reynosa       | 2:3 Box  |
| 21. Juli |      | Estadio de Béisbol | Santa Catarina | –         | Guadalajara   | 5:1 Box  |
| 22. Juli |      | Estadio de Béisbol | Torreón        | –         | Guadalajara   | 4:5 Box  |
| 22. Juli |      | Estadio de Béisbol | Reynosa        | –         | Ciudad Juárez | 7:5 Box  |
| 22. Juli |      | Estadio de Béisbol | Santa Catarina | –         | Hermosillo    | 3:14 Box |
| 23. Juli |      | Estadio de Béisbol | Hermosillo     | –         | Guadalajara   | 1:3 Box  |
| 23. Juli |      | Estadio de Béisbol | Ciudad Juárez  | –         | Torreón       | 5:4 Box  |
| 23. Juli |      | Estadio de Béisbol | Santa Catarina | –         | Reynosa       | 10:8Box  |
| 24. Juli |      | Estadio de Béisbol | Torreón        | –         | Hermosillo    | 0:20 Box |
| 24. Juli |      | Estadio de Béisbol | Reynosa        | –         | Guadalajara   | 5:3 Box  |
| 24. Juli |      | Estadio de Béisbol | Santa Catarina | –         | Ciudad Juárez | 8:2 Box  |
| 25. Juli |      | Estadio de Béisbol | Hermosillo     | –         | Reynosa       | 6:2 Box  |
| 25. Juli |      | Estadio de Béisbol | Guadalajara    | –         | Ciudad Juárez | 2:1 Box  |
| 25. Juli |      | Estadio de Béisbol | Santa Catarina | –         | Torreón       | 17:1 Box |

##### Gruppe B
| Platz | Stadt         | Mannschaft  | W-L |
| ----- | ------------- | ----------- | --- |
| 1.    | Mexicali      | Félix Arce  | 4–1 |
| 2.    | Nuevo Laredo  | Oriente     | 4–1 |
| 3.    | Ciudad Juárez | El Granjero | 3–2 |
| 4.    | Monterrey     | Mitras      | 3–2 |
| 5.    | Saltillo      | Saltillo    | 1–4 |
| 6.    | Ocotlán       | Ocotlán     | 0–5 |

| Datum    | Zeit | Stadion            | Begegnung     | Begegnung | Begegnung     | Ergebnis |
| -------- | ---- | ------------------ | ------------- | --------- | ------------- | -------- |
| 21. Juli |      | Estadio de Béisbol | Mexicali      | –         | Ciudad Juárez | 10:0 Box |
| 21. Juli |      | Estadio de Béisbol | Nuevo Laredo  | –         | Ocotlán       | 21:2 Box |
| 21. Juli |      | Estadio de Béisbol | Monterrey     | –         | Saltillo      | 7:4 Box  |
| 22. Juli |      | Estadio de Béisbol | Ciudad Juárez | –         | Ocotlán       | 6:1 Box  |
| 22. Juli |      | Estadio de Béisbol | Saltillo      | –         | Mexicali      | 0:13 Box |
| 22. Juli |      | Estadio de Béisbol | Monterrey     | –         | Nuevo Laredo  | 2:8 Box  |
| 23. Juli |      | Estadio de Béisbol | Nuevo Laredo  | –         | Saltillo      | 14:0 Box |
| 23. Juli |      | Estadio de Béisbol | Ocotlán       | –         | Mexicali      | 0:10 Box |
| 23. Juli |      | Estadio de Béisbol | Monterrey     | –         | Ciudad Juárez | 2:8 Box  |
| 24. Juli |      | Estadio de Béisbol | Ciudad Juárez | –         | Saltillo      | 10:8 Box |
| 24. Juli |      | Estadio de Béisbol | Mexicali      | –         | Nuevo Laredo  | 7:2 Box  |
| 24. Juli |      | Estadio de Béisbol | Monterrey     | –         | Ocotlán       | 12:7 Box |
| 25. Juli |      | Estadio de Béisbol | Nuevo Laredo  | –         | Ciudad Juárez | 6:1 Box  |
| 25. Juli |      | Estadio de Béisbol | Saltillo      | –         | Ocotlán       | 7:6 Box  |
| 25. Juli |      | Estadio de Béisbol | Monterrey     | –         | Mexicali      | 9:2 Box  |

#### Playoff
|  | Halbfinale        | Halbfinale   |                 |                   | Finale       | Finale       |
|  |                   |              |                 |                   |              |              |
|  | 26. Juli Box      |              |                 |                   |              |              |
|  | A1 Hermosillo     | 2            |                 |                   |              |              |
|  | B2 Nuevo Laredo   | 9            |                 |                   | 27. Juli Box | 27. Juli Box |
|  |                   |              | B2 Nuevo Laredo | 10                |              |              |
|  | 26. Juli Box      | 26. Juli Box |                 | A2 Santa Catarina | 7            |              |
|  | B1 Mexicali       | 2            |                 |                   |              |              |
|  | A2 Santa Catarina | 7            |                 |                   |              |              |
|  |                   |              |                 |                   |              |              |

### Mittlerer Osten - Afrika
Das Turnier fand vom 13. bis 16. Juli 2012 in Kutno, Polen statt.

#### Vorrunde
| Platz | Stadt   | Mannschaft       | W-L |
| ----- | ------- | ---------------- | --- |
| 1.    | Lugazi  | Lugazi           | 3–1 |
| 2.    | Kuwait  | Kuwait           | 3–1 |
| 3.    | Dhahran | Arabian American | 3–1 |
| 4.    | Doha    | Qatar            | 1–3 |
| 5.    | Dubai   | Dubai            | 0–4 |

| Datum    | Zeit  | Stadion        | Begegnung                    | Begegnung | Begegnung                    | Ergebnis  |
| -------- | ----- | -------------- | ---------------------------- | --------- | ---------------------------- | --------- |
| 13. Juli | 10:45 | Piszek Stadium | Uganda                       | –         | Saudi-Arabien                | 1:2 Box   |
| 13. Juli | 14:00 | Piszek Stadium | Katar                        | –         | Vereinigte Arabische Emirate | 5:3 Box   |
| 13. Juli | 16:30 | Piszek Stadium | Saudi-Arabien                | –         | Kuwait                       | 10:12 Box |
| 14. Juli | 10:00 | Piszek Stadium | Katar                        | –         | Kuwait                       | 4:7 Box   |
| 14. Juli | 12:30 | Piszek Stadium | Vereinigte Arabische Emirate | –         | Uganda                       | 0:6 Box   |
| 14. Juli | 16:00 | Piszek Stadium | Saudi-Arabien                | –         | Katar                        | 12:0 Box  |
| 14. Juli | 18:30 | Piszek Stadium | Vereinigte Arabische Emirate | –         | Kuwait                       | 2:3 Box   |
| 15. Juli | 10:00 | Piszek Stadium | Katar                        | –         | Uganda                       | 1:13 Box  |
| 15. Juli | 12:30 | Piszek Stadium | Vereinigte Arabische Emirate | –         | Saudi-Arabien                | 2:12 Box  |
| 15. Juli | 15:00 | Piszek Stadium | Kuwait                       | –         | Uganda                       | 0:8 Box   |

#### Playoff
|  | Finale       |   |
|  |              |   |
|  | 16. Juli Box |   |
|  | 1 Uganda     | 5 |
|  | 2 Kuwait     | 2 |

|  | Finale          |   |
|  |                 |   |
|  | 16. Juli Box    |   |
|  | 4 Katar         | 1 |
|  | 3 Saudi-Arabien | 9 |